# Super High Me
 (novembre 2020).
Si vous disposez d'ouvrages ou d'articles de référence ou si vous connaissez des sites web de qualité traitant du thème abordé ici, merci de compléter l'article en donnant les références utiles à sa vérifiabilité et en les liant à la section « Notes et références ».
Pour plus de détails, voir Fiche technique et Distribution.
Super High Me est un film documentaire américain réalisé par Michael Blieden en 2007 sur les effets de la consommation de cannabis pendant 30 jours. Le nom du documentaire et son affiche sont un pastiche du documentaire Super Size Me de 2004.

## Synopsis
Doug Benson (en) arrête sa consommation d'alcool et de  cannabis pendant une période dite de purification puis consomme une grande quantité de marijuana pendant 30 jours consécutifs. Pour Benson, « Super High Me est l'équivalent de Super Size Me avec de la weed à la place de McDonald's ». Le film comprend aussi des entrevues avec des activistes de la marijuana, des propriétaires de dispensaires, des politiciens et des patients qui prennent part au MLC (Mouvement pour la Légalisation Contrôlée).
Benson est soumis à différents tests pour évaluer son état de santé physique et mentale juste après les 30 jours de sevrage, puis après l'expérience. Le médecin de Benson en conclut que la consommation de cannabis sur la santé de son patient est généralement sans conséquences. Les plus grands changements interviennent au niveau de son poids (Benson prend 8 pounds soit 3,6 kilos). Son nombre de spermatozoïdes augmente, contrairement aux attentes des études médicales. Son score global sur un SAT Reasoning Test augmente, même s'il est mentionné que ses compétences en mathématiques sont considérablement réduites. Le seul effet qui surprend Benson est qu'il était sûr qu'il serait malade de fumer du cannabis pendant une période continue alors qu'il se sent parfaitement bien. Dans le générique de fin, le film est dédié à Michelle Benjamin, un ami des cinéastes qui a été tué dans un accident de la circulation impliquant un conducteur en état d'ébriété.